# NGC 3283
NGC 3283 је лентикуларна галаксија у сазвежђу Једра која се налази на NGC листи објеката дубоког неба.
Деклинација објекта је - 46° 15' 2" а ректасцензија 10h 31m 11,2s. Привидна величина (магнитуда) објекта NGC 3283 износи 11,7 а фотографска магнитуда 12,6. NGC 3283 је још познат и под ознакама ESO 263-48, IRAS 10290-4559, PGC 31035.